# Elecciones parlamentarias de Grecia de 1996
Las elecciones parlamentarias se celebraron en Grecia el 22 de septiembre de 1996. El primer ministro Costas Simitis fue reelegido, derrotando al partido conservador Nueva Democracia.
Las elecciones normalmente no se debían haber celebrado hasta 1997. Pero en enero de 1996, Costas Simitis sucedió al primer ministro Andreas Papandreou debido a la mala salud de este último, que lo llevaría a la muerte cinco meses después. El 23 de agosto, Simitis del Movimiento Socialista Panhelénico (PASOK) solicitó al Presidente de la República, Costis Stephanopoulos, disolver el Parlamento, declarando que el Gobierno debía renovar su mandato para tomar decisiones difíciles en las esferas de la política económica y exterior.
La disolución tuvo lugar y se convocaron elecciones anticipadas. En el poder desde 1981 hasta 1989 y nuevamente desde 1993 en adelante, el PASOK tuvo como su principal oposición al partido de centro-derecha Nueva Democracia (ND) al mando de Miltiadis Evert.
Durante la campaña, el PASOK enfatizó o se pronunció a favor de la integración europea y el respeto de los acuerdos de Maastricht, la amenaza turca en la región de los Balcanes y el desarrollo económico del país. Sobre el último punto, el primer ministro Simitis, considerado moderado en el campo socialista, favoreció la continuación del programa de austeridad y destacó la necesidad de modernizar la sociedad. 
Evert respondió pidiendo una acción más audaz en las relaciones con Turquía, la revitalización de la economía con un objetivo de crecimiento anual del 5% y un control sobre la inmigración. Los dos principales rivales se enfrentaron en debates televisados. 
En línea con las encuestas, el PASOK logró la victoria con una mayoría absoluta renovada, aunque obtuvo ocho escaños menos que antes. ND también incurrió en pérdidas ya que los partidos de izquierda en general obtuvieron buenos puntajes, capturando los 30 escaños restantes. El 24 de septiembre juró el nuevo gobierno.

## Ley electoral
En Grecia hay elecciones en las que se disputan 300 escaños, se celebran cada 4 años y tienen una barrera electoral del 3%. El partido con más votos recibirá 40 escaños de bono. Los otros 260 escaños se distribuyen proporcionalmente en función del número de votos, teniendo en cuenta la barrera electoral. Todos los votos nulos, blancos y de los partidos que no superaron la barrera electoral, pasan automáticamente al partido más grande. Después del 8 de septiembre ya no se permitió publicar encuestas. En estas elecciones, los prisioneros pudieron votar por primera vez.

## Resultados
| Partido                                   | Votos     | %     | Escaños | +/–         |
| ----------------------------------------- | --------- | ----- | ------- | ----------- |
| Movimiento Socialista Panhelénico (PASOK) | 2.814.779 | 41,49 | 162     | 8           |
| Nueva Democracia (ND)                     | 2.586.089 | 38,12 | 108     | 3           |
| Partido Comunista de Grecia (KKE)         | 380.046   | 5,61  | 11      | 2           |
| Synaspismos (SYN)                         | 347.236   | 5,12  | 10      | 10          |
| Movimiento Social Demócrata (DIKKI)       | 300.954   | 4,43  | 9       | Nuevo       |
|                                           |           |       |         |             |
| Primavera Política (POLAN)                | 199.686   | 2,94  | 0       | 10          |
| Otros partidos e Independientes           | 154.687   | 2.29  | 0       | Sin cambios |
| Nulos/Blancos                             | 198.759   | –     | –       | –           |
| Total                                     | 6.982.204 | 100   | 300     | Sin cambios |
| Habitantes registrados/participación      | 9,145,598 | 76.30 | 2.90    | 2.90        |
| Fuente: Nohlen & Stöver                   |           |       |         |             |